# Ritratto di Maffeo Barberini (Corsini)
Il Ritratto di Maffeo Barberini è un dipinto a olio su tela raffigurante il futuro papa Urbano VIII eseguito sul finire del XVI secolo. 

## Storia
Già agli inizi del Novecento il dipinto venne attribuito al Caravaggio da vari autori, tra i quali Lionello Venturi, superando la tradizionale attribuzione, sino ad allora condivisa, che reputava il quadro opera di Scipione Pulzone.
Nel 1963 Roberto Longhi riportava con decisione la tela al Pulzone.
Da ultimo, a seguito di nuovi studi occasionati da un recente restauro del dipinto e della sua esposizione nella mostra Caravaggio e caravaggeschi a Firenze, svoltasi a Palazzo Pitti nel 2010, Gianni Papi (curatore della mostra fiorentina) e lo storico dell'arte statunitense Keith Christiansen hanno nuovamente sostenuto l'attribuzione del ritratto al Merisi.
Notoriamente di Maffeo Barberini esiste un altro ritratto (anch'esso di collezione privata fiorentina) la cui attribuzione al Caravaggio (dovuta a Roberto Longhi) è ampiamente condivisa.
Secondo il Papi e il Christiansen tale circostanza non osterebbe all'attribuzione (o piuttosto riattribuzione) anche di questo ritratto al Caravaggio in quanto, come attesta Giulio Mancini, il pittore ha ritratto Maffeo Barberini in più di un'occasione.